# Comté de Putnam (Floride)
Pour les articles homonymes, voir Comté de Putnam.
Le comté de Putnam (Putnam County) est un comté situé dans l'État de Floride, aux États-Unis. Sa population était estimée en 2020 à 73 321 habitants. Son siège est Palatka. Le comté a été fondé en 1849 et doit son nom à Benjamin A. Putnam, soldat de la première guerre séminole, avocat, homme politique de Floride, et premier président de la société historique de Floride.

## Comtés adjacents
- Comté de Clay (nord)
- Comté de Saint Johns (nord-est)
- Comté de Flagler (est)
- Comté de Volusia (sud-est)
- Comté de Marion (sud-ouest)
- Comté d'Alachua (ouest)
- Comté de Bradford (nord-ouest)

## Principales villes
- Crescent City
- Interlachen
- Palatka
- Pomona Park
- Welaka

## Démographie
| Groupe                           | Comté de Putnam | Floride | États-Unis |
| -------------------------------- | --------------- | ------- | ---------- |
| Blancs                           | 77,3            | 75,0    | 72,4       |
| Afro-Américains                  | 16,2            | 16,0    | 12,6       |
| Autres                           | 3,7             | 3,7     | 6,4        |
| Métis                            | 1,7             | 2,5     | 2,9        |
| Asiatiques                       | 0,6             | 2,4     | 4,8        |
| Amérindiens                      | 0,5             | 0,4     | 0,9        |
| Total                            | 100             | 100     | 100        |
|                                  |                 |         |            |
| Hispaniques et Latino-Américains | 9,0             | 22,5    | 16,7       |

Selon l'American Community Survey, pour la période 2011-2015, 91,10 % de la population âgée de plus de 5 ans déclare parler l'anglais à la maison, 7,81 % déclare parler l'espagnol et 1,10 % une autre langue.
| 1850 | 1860  | 1870  | 1880  | 1890   | 1900   |
| ---- | ----- | ----- | ----- | ------ | ------ |
| 687  | 2 712 | 3 821 | 6 261 | 11 186 | 11 641 |

| 1910   | 1920   | 1930   | 1940   | 1950   | 1960   |
| ------ | ------ | ------ | ------ | ------ | ------ |
| 13 096 | 14 568 | 18 096 | 18 698 | 23 615 | 32 212 |

| 1970   | 1980   | 1990   | 2000   | 2010   | - |
| ------ | ------ | ------ | ------ | ------ | - |
| 36 290 | 50 549 | 65 070 | 70 423 | 74 364 | - |